# Polangui (Albay)
Polangui is een gemeente in de Filipijnse provincie Albay op het eiland Luzon. Bij de laatste census in 2007 had de gemeente ruim 77 duizend inwoners.

## Geografie

### Bestuurlijke indeling
Polangui is onderverdeeld in de volgende 44 barangays:
| - Agos - Alnay - Alomon - Amoguis - Anopol - Apad - Balaba - Balangibang - Balinad - Basud - Binagbangan - Buyo - Centro Occidental - Centro Oriental - Cepres | - Cotmon - Cotnogan - Danao - Gabon - Gamot - Itaran - Kinale - Kinuartilan - La Medalla - La Purisima - Lanigay - Lidong - Lourdes - Magpanambo - Magurang | - Matacon - Maynaga - Maysua - Mendez - Napo - Pinagdapugan - Ponso - Salvacion - San Roque - Santa Cruz - Santa Teresita - Santicon - Sugcad - Ubaliw |

## Demografie
Polangui had bij de census van 2007 een inwoneraantal van 77.122 mensen. Dit zijn 6.671 mensen (9,5%) meer dan bij de vorige census van 2000. De gemiddelde jaarlijkse groei komt daarmee uit op 1,26%, hetgeen lager is dan het landelijk jaarlijks gemiddelde over deze periode (2,04%). Vergeleken met de census van 1995 is het aantal mensen met 9.808 (14,6%) toegenomen.

De bevolkingsdichtheid van Polangui was ten tijde van de laatste census, met 77.122 inwoners op 145,3 km², 530,8 mensen per km².

## Geboren in Polangui
- Pedro Sabido (19 oktober 1894), politicus en diplomaat (overleden 1980).